# Amerang

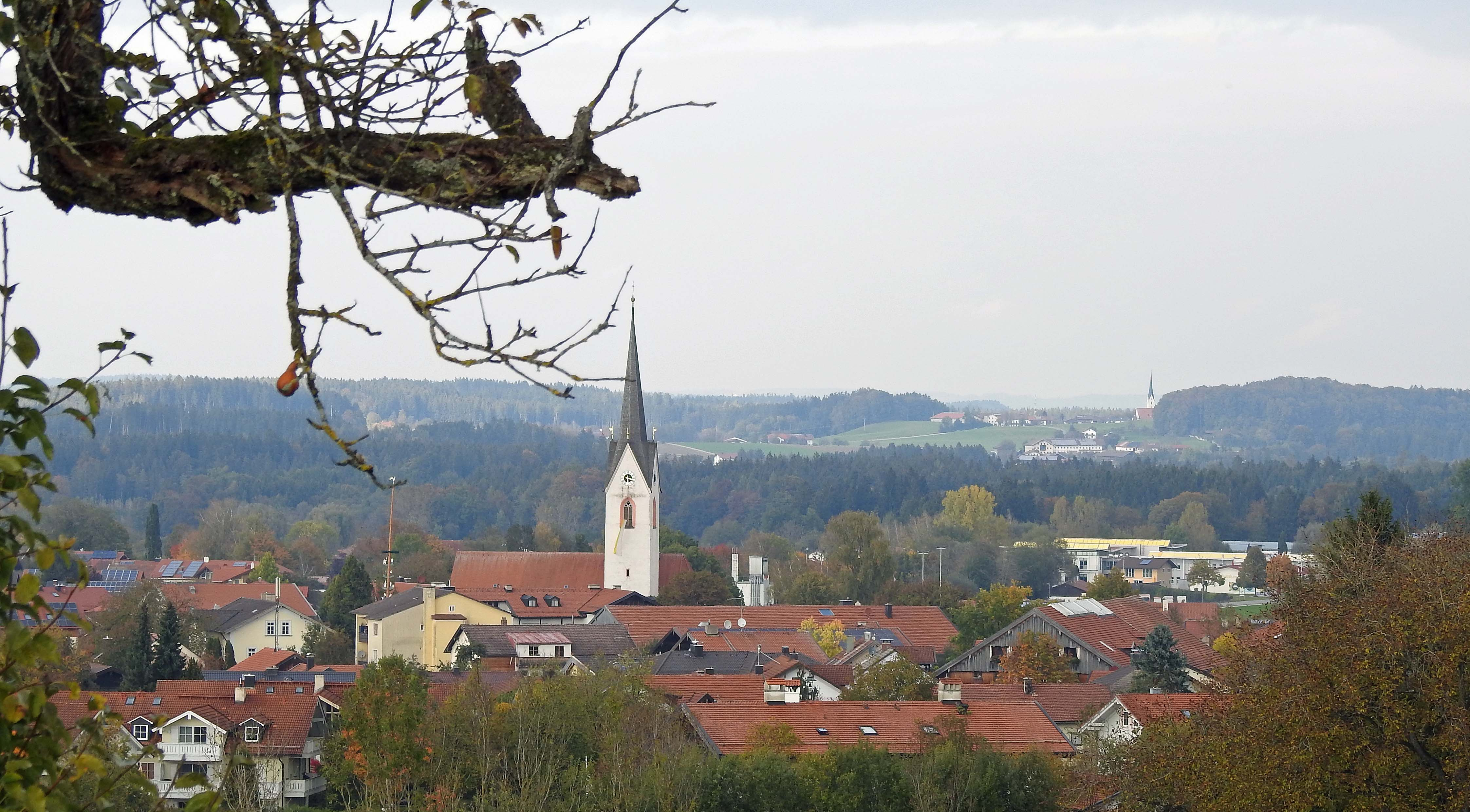
Amerang von Süden

Amerang ist eine Gemeinde und ein Pfarrdorf im oberbayerischen Landkreis Rosenheim.

## Geografie

### Lage
Die Gemeinde liegt in der Region Südostoberbayern im Chiemgau. Die Ortschaft liegt etwa in der Mitte zwischen dem Chiemsee (15 km) im Südosten und Wasserburg am Inn (10 km) im Nordwesten.
Die Gemeinde Amerang grenzt im Osten an die Gemeinde Obing und somit an den Nachbarlandkreis Traunstein.
Weiter um den Ort liegen Waldkraiburg (30 km N), Trostberg (24 km O), Traunstein (34 km SO), Bad Endorf (10 km S) und Rosenheim (22 km SW):

### Nachbargemeinden
| Eiselfing  | Babensham                                   | Schnaitsee |
| Schonstett | Kompassrose, die auf Nachbargemeinden zeigt | Obing      |
| Halfing    | Höslwang                                    | Pittenhart |

### Gemeindegliederung
Es gibt 89 Gemeindeteile:
- Achen
- Amerang
- Asham
- Attwies
- Burgreith
- Burkering
- Dirnberg
- Dobl
- Durrhausen
- Eck
- Eggerdach
- Eichleiten
- Ellerding
- Englstetten
- Eßbaum
- Evenhausen
- Feichten
- Freinberg
- Froitshub
- Furth
- Geiereck
- Gröben
- Gröning
- Grub
- Grünhofen
- Halfurt
- Hallerschneid
- Halmannsöd
- Hamberg
- Haslreit
- Hatthal
- Hilgen
- Hillersöd
- Hinterholzmühle
- Hofstätt
- Hohenöd
- Hopfgarten
- Hub
- Kammer
- Kirchensur
- Kohlgrub
- Kraxen
- Lacken
- Lattenberg
- Leiteneck
- Lindach
- Linden
- Locking
- Mais
- Meilham
- Moosham
- Mühlberg
- Niederöd
- Oberratting
- Obersur
- Oed
- Osendorf
- Pamering
- Pfaffing
- Pichl
- Reit
- Ried
- Rosengarten
- Schachen
- Scherer
- Schobersöd
- Seeleiten
- Spittersberg
- Stacherding
- Stephanskirchen
- Stetten
- Streit
- Suranger
- Surau
- Taiding
- Thalham
- Thurnöd
- Ullerting
- Unteröd
- Unterratting
- Unterstreit
- Untersur
- Vorderholzmühle
- Wald
- Weitmoos
- Weng
- Wiedham
- Wimpasing
- Wolfsberg

Hillersöd trug vor dem 1. März 2012 den Namen Höllersöd.
Es gibt die Gemarkungen Amerang, Evenhausen, Kirchensur und Unterratting.

### Natur

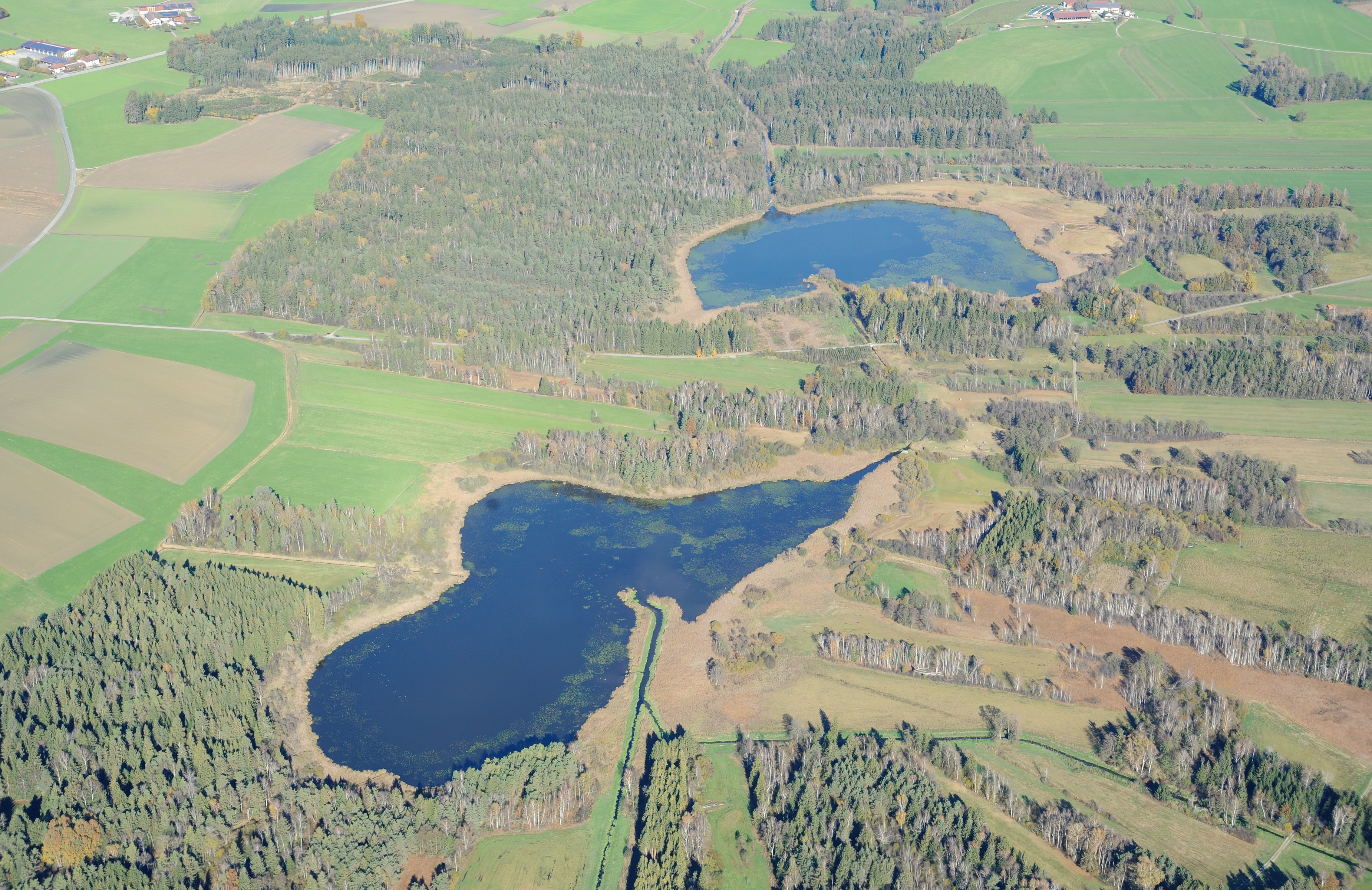
Luftbild des Zillhamer Sees und des Ameranger Sees im Nordteil des Halfinger Freimooses

Folgende Schutzgebiete berühren das Gemeindegebiet:
- Naturschutzgebiet Murner Filz (NSG-00051.01)
- Landschaftsschutzgebiet Schutz des Pfaffinger Mooses bei Evenhausen (LSG-00018.01)
- Landschaftsschutzgebiet Schutz von Landschaftsteilen um den Friedlsee, Gemeinde Evenhausen und Amerang (LSG-00102.01)
- Landschaftsschutzgebiet Halfinger Freimoos (LSG-00582.01)
- Fauna-Flora-Habitat-Gebiet Murn, Murner Filz und Eiselfinger See (8039-371)

## Geschichte

### Bis zum 19. Jahrhundert
Die erste urkundliche Erwähnung Amerangs erfolgte um das Jahr 788. Amerang wurde im Zuge der Verwaltungsreformen in Bayern 1818 eine selbständige politische Gemeinde. Eng ist ab dem Mittelalter die Geschichte der Ameranger Gegend mit den Eigentümern von Schloss Amerang verbunden, den Lehensherren der Hofmark Amerang für die hiesige Bevölkerung. Seit 23 Generationen besteht die heutige Schlossherrschaft in einer Linie. Es folgten den Edelfreien von Amerang (12. und 13. Jahrhundert) die Edlen von Laiming (14. und 15. Jahrhundert), das italienische Adelsgeschlecht der Scaliger (16. Jahrhundert), die Grafen von Lamberg (17. und 18. Jahrhundert) und ab 1821 die Freiherren von Crailsheim.
Im Jahre 2014 erwarb die Firma Auer Packaging den 50.000 m² großen Technologiepark im Norden von Amerang. Produziert werden Euroboxen, Flaschenkästen, Werkzeugkoffer, mit besonders schweren Spritzgussmaschinen jedoch auch Boxen in Europalettengröße.

### Eingemeindungen
Am 3. Januar 1870 wurde die bis dahin selbständige Gemeinde Unteratting eingegliedert. Im Zuge der Gebietsreform in Bayern kamen am 1. April 1971 Evenhausen und Kirchensur hinzu. Gebietsteile der Nachbargemeinde Pittenhart (Landkreis Traunstein) mit damals etwa 40 Einwohnern folgten am 1. Januar 1982.

### Einwohnerentwicklung
Zwischen 1988 und 2018 wuchs die Gemeinde von 2750 auf 3659 um 909 Einwohner bzw. um 33,1 %.

## Politik

### Gemeinderat
Der Gemeinderat besteht aus dem ersten Bürgermeister und in der Wahlperiode 2020 bis 2026 aus 16 Gemeinderatsmitgliedern. Die Zusammensetzung des Gemeinderates seit den Kommunalwahlen 2020 lautet wie folgt:
| * CSU | 6 Sitze |
| * FWK | 4 Sitze |
| * GLA | 6 Sitze |

### Bürgermeister
Erster Bürgermeister ist Konrad Linner (GLA)

### Wappen und Flagge
| | Blasonierung: „Geteilt von Silber und Blau; oben eine waagrechte rote Zange, unten ein silberner Balken, darin eine durchgehende schwarze Leiste.“ |
| Wappenbegründung: Diese Symbole sind eine Erinnerung an den ehemaligen Ortsadel. Die Farben Silber und Blau stehen für die bayerischen Landesfarben. Das Wappen wird seit 1969 geführt. | |

Als inoffizielle Gemeindefahne wird eine weiß-blaue Flagge mit dem Gemeindewappen verwendet.

## Verkehr
- Die mit 24 km Entfernung nächstgelegene Autobahnanschlussstelle ist bei Bernau am Chiemsee im Süden zur A 8. Rosenheim und Siegsdorf können routenmäßig kürzer liegen.
- Die Bundesstraße 304 verläuft 6 km nördlich des Ortes.
- 12 km nordwestlich von Amerang liegt Wasserburg am Inn mit einer Innbrücke am hier von SSW nach NNO mäandernd fließenden Inn. Wasserburg war zur Zeit des Salzhandels der Hafen von München und durfte den Salzscheibenpfennig erheben, eine Abgabe auf Salz. Die Salzstraße verlief im Bereich der heutigen B 304.[11] Das Kraftwerk Wasserburg erlaubt auch für Radfahrer kein Queren des Inns, es weist keine Schleuse für Schiffe auf, jedoch eine Fischaufstiegshilfe.
- Über die Buslinien 9414, 9419 und 9492 gibt es Verbindungen nach Wasserburg am Inn, Schonstett, Halfing, Bad Endorf, Rimsting, Prien am Chiemsee, Rosenheim, Prutting, Söchtenau und Höslwang.
- Sonntags in den Sommermonaten ist Amerang seit 2006 wieder durch die Chiemgauer Lokalbahn als Touristikeisenbahn erreichbar.

## Kultur und Sehenswürdigkeiten
- Die gotische Pfarrkirche St. Rupertus wurde 1367 baulich vollendet und im 18. Jahrhundert barockisiert.

### Museen
- Im Freilichtmuseum Amerang können auf einer Fläche von 40.000 m² original eingerichtete Bauernhöfe aus der Zeit zwischen 1525 und 1925 besucht werden.
- EFA Mobile Zeiten ist eine multimediale Schausammlung zu über 130 Jahre Automobilgeschichte.
- Schloss Amerang mit seinen Salons und der gotischen Schlosskapelle

### Konzerte
- Konzerte auf Schloss Amerang

### Musik
- Ehemals befand sich in Kammer (nähe Amerang) ein Tonstudio. Hier wurden Alben (Platten/CDs) von Peter Kent („It's a real good Feeling“), Konstantin Wecker und anderen namhaften Künstlern produziert.
- Die Weltmusik-Gruppe „Quadro Nuevo“ hat Ameranger Wurzeln.

### Natur
- Arboretum Schloss Amerang
- Obstlehrgarten (Streuobstanlage, Niederstammanlage, Erhaltung bedrohter Obstsorten)
- Ameranger Moos, 2 km westlich,  Moorlandschaft rund um Ameranger und Zillhamer See. Es wurden Lehrpfade angelegt, die sich auch zum Radfahren und Joggen eignen. Auf Tafeln wird die Tier- und Pflanzenwelt und das ehemalige Torfstechen erklärt.
- Der Friedlsee, ca. 3 km nördlich des Orts, zwischen Amerang und Evenhausen, ist ein ca. 400 m langer Moorsee mit Badewiese und Steg.
- Im Süden, Richtung Pelham, erreicht man nach 8 km die Eggstätt-Hemhofer Seenplatte. Zahlreiche Seen, umgeben von Mooren und Wäldern, entstanden aus Toteisbecken des letzten Gletschereinzuges (vor ca. 120.000 Jahren). Die Seenlandschaft grenzt unmittelbar nördlich an den Chiemsee.
- Etwa 10 km östlich liegt die Seeoner Seenplatte rund um das Kloster Seeon.
- Das Naturschutzgebiet Murner Filz liegt auf dem Gebiet der Gemeinde Amerang.

## Persönlichkeiten
- Ildefons (Andreas) Flötzinger (1878–1952), Missionsbenediktiner, Märtyrer von Tokwon[12]
- Ignaz Peslmüller (1897–1957), Brigadegeneral (geboren im Gemeindeteil Evenhausen)
- Heinrich Stulberger (1902–nach 1970), Landrat von 1948 bis 1970, betrieb ab 1925 in der Gemeinde einen Bauernhof
- Ernst Freiberger sen. (1927–1997), Unternehmer (EFA-Eiskrem), Gründer des EFA-Museum für Deutsche Automobilgeschichte (Ehrenbürger von Amerang)
- Ulrike Wax-Wörner (* 1945), Politikerin, Autorin, Germanistin und Studienrätin
- Ernst Freiberger jun. (* 1950), Unternehmer (ehemals Freiberger Lebensmittel, Medical Park-Kliniken) (Ehrenbürger von Amerang)
- Franz Josef Gießibl (* 1962), deutscher Physiker, Universitätsprofessor und Pionier der Rasterkraftmikroskopie
- Angel X, bürgerlich Andreas Harde (* 1972), Sänger des Welthits Return to Innocence von Enigma
- Otto Sonnenholzner (̽* 1983, Guayaquil, Ecuador), Vizepräsident von Ecuador (2018–2020), Urenkel von Georg Sonnenholzner aus Amerang[13].